# Нозерн-блоттинг
Нозерн-блоттинг — молекулярно-генетичний метод, який використовується для перенесення (блотингу) РНК, розділеної за допомогою гель-електрофорезу, на мембрану. Послідовності РНК можуть бути специфічно позначені на мембрані шляхом гібридизації з комплементарними генними зондами.

## Історія методу
Нозерн-блоттинг є різновидом методу Саузерн-блоттингу, методу, що використовується для виявлення послідовностей геномної ДНК, названого на честь його винахідника Едварда Саузерна. Нозерн-блотінг був розроблений Джеймсом Алвіном, Девідом Кемпом і Джорджем Старком у 1977 році. Оригінальний метод Нозерн був громіздким і вимагав спеціально підготовлених мембран для перенесення РНК з гелю. Патриція Томас адаптувала процедуру для використання з комерційно доступними мембранами, що дозволило широко використовувати технологію.

## Загальна характеристика
Техніка Нозерн-блоттингу виявляє кількість і розмір РНК, дає уявлення про рівні експресії певного гена в тканині або варіанти сплайсингу. Принцип Нозерн-блоттингу заснований на властивості комплементарних ланцюгів РНК і/або ДНК утворювати стабільні гібридизовані комплекси за допомогою сполучення основ Вотсона–Кріка за температури навколишнього середовища. Нозерн-блоттинг зазвичай починається з виділення і розділення РНК за розміром за допомогою електрофорезу, відокремленої РНК з гелю на нейлонову мембрану та гібридизації зонду до РНК-інтересу з подальшим виявленням гібридизованого комплексу .
Спочатку використовується денатуруючий гель для розділення РНК за розміром. Потім РНК переноситься на нейлонову мембрану, зберігаючи той самий розподіл у гелі. Після фіксації РНК до мембрани мічений зонд,який є комплементарним гену-інтересу, додають для гібридизації з іммобілізованою РНК. Неспецифічно зв'язані зонди змиваються. Мембрану з зондом висушують, експонують і аналізують. За допомгою цієї методики можна не лише визначити кількість, але й розміри транскриптів. Однак, якщо кількість загальної РНК для експерименту обмежена, а рівень експресії цікавого транскрипту низький, можна використовувати інші методи, наприклад, кількісна RT-PCR .
Останнім часом були розроблені нерадіоактивні методи виявлення ДНК і РНК. Найпоширенішими мітками є «дигоксигенін», «флуоресцеїн» і «біотин», які з’єднані через спейсер із нуклеотидом (у більшості випадків UTP або dUTP) і включені в конкретні генні зонди різними методами. Виявлення базується на специфічній взаємодії міток з відповідними білками, тобто специфічними антидигоксигеніновими та антифлуоресцеїновими антитілами або (стрепт)авідином, кон’югованими з лужною фосфатазою або пероксидазою. Розробка хемілюмінесцентних субстратів (наприклад, CSPD, CPD, CPD-Star від Troptx) покращила чутливість виявлення. Лінійний діапазон інтенсивності сигналу в основному залежить від двох факторів: розміру зонда (кількості вбудованих міток) і часу освітлення рентгенівських плівок. Коли зонди, мічені біотином, синтезуються за допомогою ПЛР, температура відпалу залежить від послідовності (послідовностей) праймера та довжини продукту .
Перед використанням для блоттів чутливість зонда необхідно визначити за допомогою слот-блоту. Більші концентрації зонда дозволяють скоротити час гібридизації. Однак це також призведе до підвищення фону. Якщо концентрація зонда низька, то неоюхвдний довший період гібридизації, щоб отримати однакову силу сигналу. Сильний фон, спричинений неспецифічним зв’язуванням зонда, можна зменшити за допомогою обробки РНКазою А після гібридизації. Як альтернативу можна модифікувати параметри гібридизації та промивання.

## Довідкова інформація
Термін Нозерн-блот, який спочатку використовувався в жартівливій манері, став закріпленим у жаргоні молекулярної біології. Нозерн-гібридизація є стандартною процедурою для ідентифікації та аналізу розміру транскриптів РНК, а РНК-слот-блоттинг часто використовується для оцінки профілів експресії тканиноспецифічних генів. Ідентифікація специфічних мРНК може бути використана для оцінки природи окремих популяцій клітин і ступінь активації або диференціації клітин . 
Основна відмінність між Саузен і Нозерн-блоттингом полягає в початковій стадії фракціонування гелю. Оскільки одноланцюгова РНК може утворювати вторинні структури, зразки повинні бути піддані електрофорезу в умовах денатурації, щоб забезпечити гарне розділення. Використовувалися різноманітні денатуранти для РНК-гелів, включаючи формальдегід, гліоксаль/ДМСО та високотоксичний метилртутний хлорид. Через значні ризики для здоров'я використання метилртуті хлорид не рекомендується. Рекомендуються формальдегідні гелі, оскільки вони прості у використанні та досить надійні. Загальну клітинну РНК або полі(А)+ РНК можна використовувати для Нозерн-перенесення та слот-блотів. Загальна РНК є менш задовільною . 

## Підготовка необхідних матеріалів та обладнання
Скляний посуд слід силіконізувати, змочити в 0,2% ДЕПК протягом 1 години, а потім стерилізувати при 180°C протягом 2 годин. Пластикові гелеві лотки та інші матеріали слід замочити в 0,1% DEPC на 1 годину та промити стерильною водою, обробленою DEPC перед використанням. Розчини слід обробити DEPC перед автоклавуванням. DEPC є токсичним, і з ним слід поводитися обережно. Усі використовувані хімікати мають бути класу AnaIaR . Для інгібування активності РНКази всі розчини для Нозерн-блоттингу слід готувати з використанням стерильної деіонізованої води, обробленої діетилпірокарбонатом (DEPC) . 
Через реакційноздатну амінну групу буфери Tris-HCl непридатні для використання при використанні формальдегіду як денатуранта. Концентрація РНК повинна бути така, щоб, навіть після п’ятикратного розведення буфером для зразків, її можна було легко завантажувати гель. Нейлонові мембрани, придатні для використання, включають як незаряджені мембрани, такі як Hybond N, так і заряджені мембрани, такі як Hybond N+. Мембрани з нітроцелюлози та полівінілідену (PVDF) непридатні для використання з системою дигоксигенін/AMPPD. Також важливо, щоб розчини для змочування та перенесення мембрани були стерильними .

## Виділення та розділення РНК за розміром за допомогою електрофорезу
Електрофорез РНК через агарозний гель для блотування вимагає повної денатурації РНК. Було використано ряд денатурантів, включаючи гліоксаль і диметилсульфоксид (I), гідроксид метилртуті і формальдегід. Буферна система MOPS, на відміну від Tris-HCl, підходить для використання з формальдегідом. РНК переноситься на нейлонову мембрану капілярним блоттингом для подальшої гібридизації .
Виділення РНК із зразків тканини або культивованих клітин можна здійснити за допомогою комерційних наборів, хаотропних реагентів або диференціального осадження нуклеїнових кислот, яке відокремлює РНК від ДНК і білків. Загальна РНК включає рибосомну РНК (рРНК), транспортну РНК (тРНК), групу малих РНК, включаючи мікроРНК, і широкий діапазон розмірів різних мРНК. Для Нозерн-аналізу необхідно відокремити окремі види РНК від загальної РНК фракціонуванням за розміром. Фракціонування за розміром можна легко виконати за допомогою електрофорезу. На відміну від білків, які можуть мати позитивні, негативні або нейтральні сумарні електричні заряди, фосфатний каркас РНК сприяє створенню сумарного негативного заряду макромолекули РНК, пропорційного довжині РНК. Чистий негативний заряд спонукатиме міграцію молекул РНК до анода. Однак гелева матриця складається з поперечно-зшитих полімерів, які перешкоджатимуть вільній міграції макромолекул РНК, що призведе до сповільнення міграції. Таким чином, більші молекули рухатимуться до анода повільніше, ніж менші молекули. Якщо метою Нозерн-блоттингу є виявлення РНК певного розміру, загальну РНК необхідно денатурувати та піддати електрофорезу на денатуруючому гелі, щоб РНК залишалася денатурованою. Це необхідно, оскільки одноланцюгова РНК має тенденцію утворювати внутрішньомолекулярні пари основ, а вторинна та третинна структури можуть змінювати швидкість міграції РНК шляхом зміни розподілу заряду та гідродинамічного об’єму .

## Гібридизація комплементарного зонда з РНК
Комплементарні олігонуклеотиди демонструють дуже високу та специфічну афінність зв’язування. Це найбільш специфічна реакція в молекулярній біології, і її можна контролювати таким чином, щоб можна було виявити навіть невідповідність одного нуклеотиду між двома аннелюваними нуклеїновими кислотами. Ця властивість гібридизації між парами основ використовується в Нозерн-блоттингу для виявлення РНК-інетресу. Після того, як розділену за розміром РНК іммобілізують на мембрані, наступним кроком є виявлення РНК за допомогою нуклеотидного зонду, як правило, комплементарної ДНК (кДНК). При створенні зонда важливо враховувати, в яких областях він зв’язує цільову РНК. Наприклад, більшість мРНК мають ділянки, які присутні у всіх постсплайсованих варіантах; однак деякі мРНК мають альтернативні сплайсовані екзони, які можуть бути присутніми не у всіх транскриптах. Довжина зонда може варіюватися від 25 нуклеотидів до кількох тисяч основ. Якщо використовуються дуже довгі зонди, важливо враховувати, що може статися часткове зв’язування зонда. При розробці зонда також важливо враховувати, чи буде зонд націлений на ділянку, специфічну для цільової РНК, оскільки інші РНК можуть мати ідентичні або частково ідентичні послідовності. Щоб перевірити це, можна виконати пошук у базі даних, щоб переконатися, що вся послідовність зонду є унікальною для мРНК-інтересу .
Етап гібридизації починається з попередньої гібридизації мембрани в блокуючому розчині, який містить неспецифічні молекули, які зв’язуються з усіма реактивними ділянками на мембрані, які ще не зайняті РНК. Після попередньої гібридизації мембрану заливають розчином для гібридизації, який містить відповідний зонд, і починається гібридизація. Цей етап зазвичай виконується при температурі, оптимальній для гібридизації між зондом і РНК. Щоб виявити гібридизацію, зонд можна позначити радіоактивним способом, щоб можна було візуалізувати сигнал гібридизації за допомогою системи фосфоілюстрації. Крім того, зонд може бути виготовлений з міткою, яка дозволяє виявити антитіла. Антитіло проти дигоксигеніну попередньо кон’югують з ферментом. Важливо відзначити, що нозерн-блоттинг виявляє гібридизацію між зондом і його комплементарним ланцюгом .

## Інтерпретація результатів Нозерн-блоттингу
При інтерпретації результату Нозерн-блоту слід враховувати кілька моментів. Якщо розмір і кількість виявлених смуг не такі, як очікувалося, це може бути спричинено такими проблемами: важливо переконатися, що зонд є специфічним лише для РНК-інтересу. Також важливо розглянути, з якою областю РНК зв’язується зонд і чи є ця область частиною альтернативного екзону, чи інші частини РНК мають альтернативні екзони. Якщо смуги не виявляються, кількість РНК-інтересу може бути нижче межі виявлення. Можна збільшити межу виявлення за допомогою колонок Poly-T+. Оскільки лише 3% загальної РНК становить мРНК, очищення збільшить межу виявлення приблизно в 30 разів .

## Розділення РНК шляхом електрофорезу в денатуруючому агарозному гелі
Додати 1.8г агарози до 150мл 1хМОПС буперу, розчинити, охолодити до комофртної для тримання у руці температури, додати 2.8мл формальдегіду, залити розчин в камеру. Після застигання, додати буфер та залишити на 30хв. Змішати 15гр РНК з рівним об’ємом РНК-буферу. Змішати 3гр РНК-маркеру з рівним об’ємом РНК-буферу, нагріти до 65 градусів на 12-15хв, залишити на льодяній бані. Залишити гель 125 Вольт, 3 год .
Об’єм зразка не повинен перевищувати об’єм лунки з гелем. Якщо зразок РНК занадто розведений, осадіити РНК етанолом і ресуспендуйте її в меншому об’ємі води .

## Перенесення РНК з гелю на нейлонову мембрану
Розрізати нейлонову мембрану за розміром гелю денатуруючої РНК. Вирізати шматок ватману 3 мм такого ж розміру, як і нейлонова мембрана. Промити гель водою. Заповнити лунки гелю агарозою. Змочити нейлонову мембрану та ватман спочатку у воді, а потім у 10xSSC. Помістити вологий фільтрувальний папір на пористий вакуумний столик. Покласти зволожену нейлонову мембрану на фільтрувальний папір. Переконатися, що між мембраною та фільтром немає бульбашок повітря. Помістити пластикову прокладку поверх мембрани/фільтрувального паперу. Обережно помістити гель поверх прокладки лунками догори. Видалити усі бульбашки повітря між гелем і нейлоновою мембраною. Обережно залити 1 л 10 SSC у резервуар. Коли перенесення закінчиться, зняти ущільнювальну рамку та злити буфер. Зняти гель і вийняти нейлонову мембрану. Висушити нейлонову мембрану між двома листами фільтрувального паперу. Гель можна опромінити ультрафіолетовим світлом, щоб перевірити, чи залишилася РНК у гелі після перенесення .

## Гібридизація зонда з мембраною
Додати 10 мл буфера для гібридизації. Попередньо прегібридизувати при 68°С протягом 1 години в гібридизаційній печі. Гібридизувати при 68 С протягом ночі. Попередньо нагріті промивні буфери до 68 C. Зняти мембрану та просушити її на серветці. Загорнути мембрану з поліетиленовою плівкою та виставити на ніч на люмінофорному екрані. Проаналізуйте зображення за допомогою програмного забезпечення ImageQuant .
1. 1 2 3  Lovatt, D.; Eberwine, J. (2013). Northern Blotting. Brenner's Encyclopedia of Genetics  (англ.). Elsevier. с. 105—107. doi:10.1016/b978-0-12-374984-0.01065-2. ISBN 978-0-08-096156-9.
2. 1 2 3 4 5  He, Shan L.; Green, Rachel (2013). Northern Blotting. Methods in Enzymology  (англ.). Т. 530. Elsevier. с. 75—87. doi:10.1016/b978-0-12-420037-1.00003-8. ISBN 978-0-12-420037-1. PMC 4287216. PMID 24034315.{{cite book}}:  Обслуговування CS1: Сторінки з PMC з іншим форматом (посилання)
3. 1 2  Löw, Rainer (1998). Rapley, Ralph; Manning, David L. (ред.). Nonradioactive Northern Blotting. RNA Isolation and Characterization Protocols. Totowa, NJ: Humana Press. с. 77—86. doi:10.1385/0-89603-494-1:77. ISBN 978-0-89603-494-5.
4. 1 2 3 4  Hodge, Rachel (29 листопада 1993). Preparation of RNA Gel Blots. Protocols for Nucleic Acid Analysis by Nonradioactive Probes  (англ.). Т. 28. New Jersey: Humana Press. с. 49—54. doi:10.1385/0-89603-254-x:49. ISBN 978-0-89603-254-5.
5. ↑  Brown, Terry (1993-09). Analysis of RNA by Northern and Slot‐Blot Hybridization. Current Protocols in Immunology (англ.). Т. 7, № 1. doi:10.1002/0471142735.im1012s07. ISSN 1934-3671. Процитовано 1 листопада 2022.
6. 1 2 3 4  Lovatt, D.; Eberwine, J. (2013). Northern Blotting. Brenner's Encyclopedia of Genetics  (англ.). Elsevier. с. 105—107. doi:10.1016/b978-0-12-374984-0.01065-2. ISBN 978-0-08-096156-9.